# Jean-Louis Heinrich
Pour les articles homonymes, voir Heinrich.
Jean-Louis Heinrich (né le 22 mai 1943 à Ars-sur-Moselle en Moselle annexée et mort le 14 septembre 2012 à Cavaillon), est un footballeur français.
Il est le frère cadet de l'ancien défenseur du FC Metz, Michel Heinrich.

## Biographie
Évoluant au poste de gardien de but, Jean-Louis Heinrich joue pour le FC Metz de 1959 à 1966. Il rejoint ensuite l'AS Monaco pour trois saisons, avant de revenir à Metz où il prend sa retraite en 1970. Pendant sa carrière, il est notamment sélectionné en équipe de France espoirs,  équipe de France militaire et équipe de France B.
Résidant dans le Vaucluse depuis de nombreuses années, il meurt le 14 septembre 2012 à Cavaillon, des suites d'un cancer. Ses obsèques ont lieu cinq jours plus tard, à la cathédrale Notre-Dame-et-Saint-Véran de Cavaillon.